# Camp de Mar
Camp de Mar är en ort i Spanien.   Den ligger i regionen Balearerna, i den östra delen av landet, 500 km öster om huvudstaden Madrid. Camp de Mar ligger 9 meter över havet och antalet invånare är 1 500. Den ligger på ön Mallorca.
I Camp de Mar finns en populär badstrand.
Terrängen runt Camp de Mar är huvudsakligen kuperad, men åt sydost är den platt. Havet är nära Camp de Mar åt sydväst.  Närmaste större samhälle är Palma de Mallorca, 19,7 km öster om Camp de Mar. 